# Adamki (Łódź)
Pour les articles homonymes, voir Adamki.
Adamki est une localité polonaise de la gmina de Błaszki, située dans le powiat de Sieradz en voïvodie de Łódź.